# Новате Мецола
Нова̀те Мецо̀ла (на италиански: Novate Mezzola, на западноломбардски: Novàa, Новаа) е село и община в Северна Италия, провинция Сондрио, регион Ломбардия. Разположено е на 212 m надморска височина. Населението на общината е 1863 души (към 2010 г.).